# Жилищный накопительный кооператив
Жилищный накопительный кооператив (общепринятое сокращение — ЖНК) — вид потребительского кооператива, сочетающий в себе качества финансового и жилищно-строительного кооператива. Первые жилищные накопительные кооперативы появились в 2005 году, после принятия федерального закона от 30 декабря 2004 года № 215-ФЗ «О жилищных накопительных кооперативах».  Целью деятельности жилищных накопительных кооперативов является удовлетворения потребностей членов кооператива в жилых помещениях путём объединения членами кооператива паевых взносов. Жилищный накопительный кооператив имеет право:
- привлекать и использовать денежные средства граждан на приобретение жилых помещений;
- вкладывать имеющиеся у него денежные средства в строительство жилых помещений (в том числе в многоквартирных домах), а также участвовать в строительстве жилых помещений в качестве застройщика или участника долевого строительства;
- приобретать жилые помещения;
- привлекать заёмные денежные средства, общая величина не должна превышать сорок процентов стоимости имущества кооператива.

Членами жилищного накопительного кооператива могут быть только граждане. Жилищный накопительный кооператив создаётся по инициативе не менее чем пятидесяти человек и не более чем пяти тысяч человек.
Контроль за деятельностью кооператива по привлечению и использованию денежных средств граждан на приобретение жилых помещений, а также за соблюдением кооперативом требований действующего законодательства Российской Федерации осуществляет Центральный банк Российской Федерации.